# Fouhren
Fouhren (lb. Furen, niem. Fuhren) – wieś (Uertschaft) w północno-wschodnim Luksemburgu, w kantonie Vianden, w gminie Tandel. Do 3 października 2015 miejscowość leżała w dystrykcie Diekirch, a do 31 grudnia 2005 była samodzielną gminą. Liczy 439 mieszkańców (31 grudnia 2022).  